# Armando Falcão
Armando Ribeiro Severo Falcão (Fortaleza, 11 de outubro de 1919 – Rio de Janeiro, 10 de fevereiro de 2010) foi um político brasileiro, mais conhecido por ter sido Ministro da Justiça do Brasil durante a ditadura militar, no governo Ernesto Geisel (1974-1979) como sucessor de Alfredo Buzaid.

## Biografia
Filho de Edmundo Falcão e Laura Ribeiro Falcão. Advogado, com bacharelado em direito pela Universidade Federal do Rio de Janeiro, atuou junto ao Instituto de Aposentadoria e Pensões dos Marítimos e também do Instituto do Sal, e foi gerente da Companhia Nacional de Álcalis. Foi presidente do Instituto do Sal e do Instituto dos Marítimos (1949-1950) até que ingressou na vida política ao filiar-se ao PSD pelo qual foi eleito deputado federal pelo Ceará em 1950, 1954, 1958 e 1962, e nesse ínterim foi candidato a governador do estado em 1954, porém foi derrotado por Paulo Sarasate, candidato da UDN. Em 1959 foi designado para substituir Carlos Cirilo Júnior no Ministério da Justiça no governo de Juscelino Kubitschek, onde também foi Ministro interino das Relações Exteriores em lugar de Horácio Lafer. Renunciou ao mandato de deputado federal para assumir a Secretaria de Justiça da Guanabara em 1960, no governo José Sette Câmara Filho.
Ocupou interinamente o Ministério da Saúde no governo Jânio Quadros, mas afastou-se logo após a posse. Com a renúncia do presidente em 25 de agosto de 1961, manifestou-se em desfavor da posse de João Goulart, apoiou o frustrado impeachment de João Goulart e alinhou-se entre os partidários do Regime Militar de 1964 e filiou-se a ARENA com a instauração do bipartidarismo. Em 1966 foi eleito suplente de deputado federal e convocado a exercer o mandato.
Ficou afastado da vida pública até que o presidente Ernesto Geisel o nomeou para uma segunda passagem pelo Ministério da Justiça. Por conta da derrota maciça do governo frente ao MDB nas eleições de 15 de novembro de 1974, foi o artífice da Lei Falcão que limitou drasticamente o acesso dos políticos ao rádio e a televisão com o fito de evitar a vitória oposicionista nas eleições municipais de 1976 e nos pleitos vindouros, sendo revogada apenas por ocasião das eleições municipais de 1985. Armando Falcão foi também quem providenciou a elaboração do projeto de lei para a fusão dos estados da Guanabara e do Rio de Janeiro, que passou a vigorar em 15 de março de 1975.
Sob sua coordenação foi também elaborado o projeto de reforma do Poder Judiciário, que incluía os anteprojetos de reforma do Código Civil, do Código de Processo Penal e da Lei das Contravenções Penais. Em 1977, ao ser decretado o recesso do Congresso Nacional, foi aprovado pelo Executivo o conjunto de leis que se tornou conhecido por Pacote de Abril.
Em 27 de novembro de 1978, Armando Falcão sancionou uma nova Lei de Segurança Nacional, um primeiro esboço do projeto de retorno da vida política do país à normalidade democrática, e que pôs fim à pena de morte, à prisão perpétua e ao banimento, além da redução da incomunicabilidade de dez para oito dias, restabelecimento do habeas-corpus e devolução do julgamento dos responsáveis por assaltos a banco à esfera do Código Penal. Deixou o Ministério da Justiça ao final do governo Geisel.
Fora do governo, não deixou de participar da política de bastidores e fez uso de entrevistas e artigos publicados na imprensa para exaltar as suas posições conservadoras, como contra a legalização dos partidos por ele chamados de extremistas e contra a reforma agrária.
Em 1989 publicou um livro de memórias, Tudo a declarar. O título fazia uma brincadeira com a frase "nada a declarar" que caracterizara sua relação com a imprensa, quando era ministro da Justiça e se recusava a comentar qualquer assunto considerado confidencial ou polêmico.
Morreu em sua casa, no bairro carioca de Botafogo, aos 90 anos de pneumonia. Seu corpo foi sepultado no Cemitério de São João Batista. Foi casado em primeiras núpcias com Maria Ilná Bezerra Falcão, com quem teve seis filhos. Viúvo, casou-se em segundas núpcias com a também viúva Aline Tereza Saboya Montenegro.
Foi citado no álbum de Luiz Gonzaga "Volta Pra curtir" de 1972 como Presidente da República de Estudantes na qual Luiz Gonzaga fora convidado a tocar.